# Griekenland op het Eurovisiesongfestival 1997
Griekenland nam deel aan het Eurovisiesongfestival 1997 in Dublin, Ierland. Het was de 20ste deelname van het land op het Eurovisiesongfestival. ERT was verantwoordelijk voor de Griekse bijdrage voor de editie van 1997.

## Selectieprocedure
Zoals sinds 1992 gebruikelijk was geworden, werden de Griekse songfestivalkandidaat en het lied intern geselecteerd door de Griekse omroep. Men koos dit keer voor de zangeres Marianna Zorba met het lied Horepse.

## In Dublin
Griekenland moest in Ierland als 17de optreden, net na Zweden en voor Malta. Op het einde van de puntentelling hadden de Grieken 39 punten verzameld, wat ze op een gedeelde 12de plaats bracht. Men ontving 1 keer het maximum van de punten, afkomstig van Cyprus. Nederland had geen punten over voor deze inzending. België deed niet mee in 1997.

### Gekregen punten

#### Finale
| 12 punten   | 10 punten | 8 punten | 7 punten           | 6 punten |
| ----------- | --------- | -------- | ------------------ | -------- |
| - Cyprus    |           |          | - Kroatië - Spanje | - Malta  |
| 5 punten    | 4 punten  | 3 punten | 2 punten           | 1 punt   |
| - Noorwegen |           |          | - Rusland          |          |

### Punten gegeven door Griekenland

#### Finale
Punten gegeven in de finale:
| 12 punten | Cyprus              |
| 10 punten | Verenigd Koninkrijk |
| 8 punten  | Malta               |
| 7 punten  | Turkije             |
| 6 punten  | Spanje              |
| 5 punten  | Italië              |
| 4 punten  | Frankrijk           |
| 3 punten  | Slovenië            |
| 2 punten  | Denemarken          |
| 1 punt    | Polen               |

1974 · 1975 · 1976 · 1977 · 1978 · 1979 · 1980 · 1981 · 1982 · 1983 · 1984 · 1985 · 1986 · 1987 · 1988 · 1989 · 1990 · 1991 · 1992 · 1993 · 1994 · 1995 · 1996 · 1997 · 1998 · 1999-2000 · 2001 · 2002 · 2003 · 2004 · 2005 · 2006 · 2007 · 2008 · 2009 · 2010 · 2011 · 2012 · 2013 · 2014 · 2015 · 2016 · 2017 · 2018 · 2019 · 2020 · 2021 · 2022 · 2023 · 2024 · 2025